# Carlos Lara
Carlos Armando Lara Torres, más conocido como El Charro Lara, fue un futbolista y entrenador argentino naturalizado mexicano que jugaba en la posición de delantero.

## Trayectoria
Surgió del Club Ferro Carril Oeste, donde debutó profesionalmente en 1953, disputó 40 partidos y convirtió 18 goles. Inició su carrera en México en el año de 1956 con el Zacatepec FC, y es ahí donde sin duda logra sus mejores momentos, también jugó para el Deportivo Toluca y el Necaxa al final de su carrera.
Llega a México en 1956, y debuta con el Zacatepec FC, para le temporada 1957/58 logra marcar 19 goles convirtiéndose así en campeón de goleo individual, siendo este el primero de sus tres títulos en esta rama, 1960/61 y 1961/62 serían los otros dos. 
Estuvo hasta 1966 con el Zacatepec, logrando alrededor de 120 goles con el equipo, incluso fue parte del descenso en 1962 y el propio ascenso del equipo a la siguiente temporada. Su promedio de goles más bajo con el Zacatepec fue de 8 por temporada, y este se dio en las temporadas 1959/60 y 1964/65.
Para la temporada 1966/67 es comprado por el Deportivo Toluca, y su cuota de goles se reduce de manera importante para las siguientes temporadas, ya que con Toluca solo marcaría 6 goles, y las 2 siguientes temporadas que jugó con Necaxa no pasaría de los 5 goles.
Al naturalizarse mexicano fue llamado a participar con la Selección de fútbol de México, El Charro debutó el 29 de octubre de 1961 en la última fase eliminatoria para el Mundial de Chile 1962, participando en los dos juegos frente a Paraguay. Jugaría 2 amistosos más en 1962 contra Argentina y Colombia, ambos encuentros ganados por México 1-0, pero no pudo viajar al Mundial ya que una lesión se lo impediría.
Debutó como técnico en la temporada 1972/73 dirigiendo 6 partidos al Zacatepec FC, permaneció por 2 campañas más en el equipo cañero, pero tras 24 partidos en 1975 es revocado del puesto, pero es contratado esa misma temporada por el Club de Fútbol Laguna. Tiempos después fue técnico de varios equipos más, entre ellos el Deportivo Neza y el Veracruz en la temporada 1978/79, al Club de Fútbol Oaxtepec de la primera división en la temporada 1983/84, al Santos Laguna junto con Joaquín Mendoza en la temporada 1984/85 en la Segunda división "A" y en el 2005 dirigió al Querétaro FC.

## Clubes
- Club Ferro Carril Oeste 1953-55
- River Plate 1956
- Zacatepec 1957-1966
- - Atlante 1962-1963 (Préstamo)
- Toluca 1966-1967
- Necaxa 1967-1969